# Anodocheilus ruthae
Anodocheilus ruthae är en skalbaggsart som beskrevs av Young 1974. Anodocheilus ruthae ingår i släktet Anodocheilus och familjen dykare. Inga underarter finns listade i Catalogue of Life.